# 平琴州
平琴州（へいきんしゅう）は、中国にかつて存在した州。唐代に現在の広西チワン族自治区玉林市北西部に設置された。

## 概要
683年（永淳2年）、唐により党州を分割して平琴州が置かれた。州治は漢代の鬱林郡の地に置かれた。742年（天宝元年）、平琴州は平琴郡と改称された。758年（乾元元年）、平琴郡は平琴州の称にもどされた。平琴州は嶺南道の桂管十五州に属し、容山・懐義・福陽・古符の4県を管轄した。781年（建中2年）4月、平琴州は廃止され、その属県は党州に編入された。